# Fiederaralien
Die Fiederaralien (Polyscias) sind eine Pflanzengattung innerhalb der Familie der Araliengewächse (Araliaceae). Die 150 bis 173 Arten sind in der Paläotropis vom tropischen Afrika bis zum pazifischen Raum weitverbreitet.

## Beschreibung

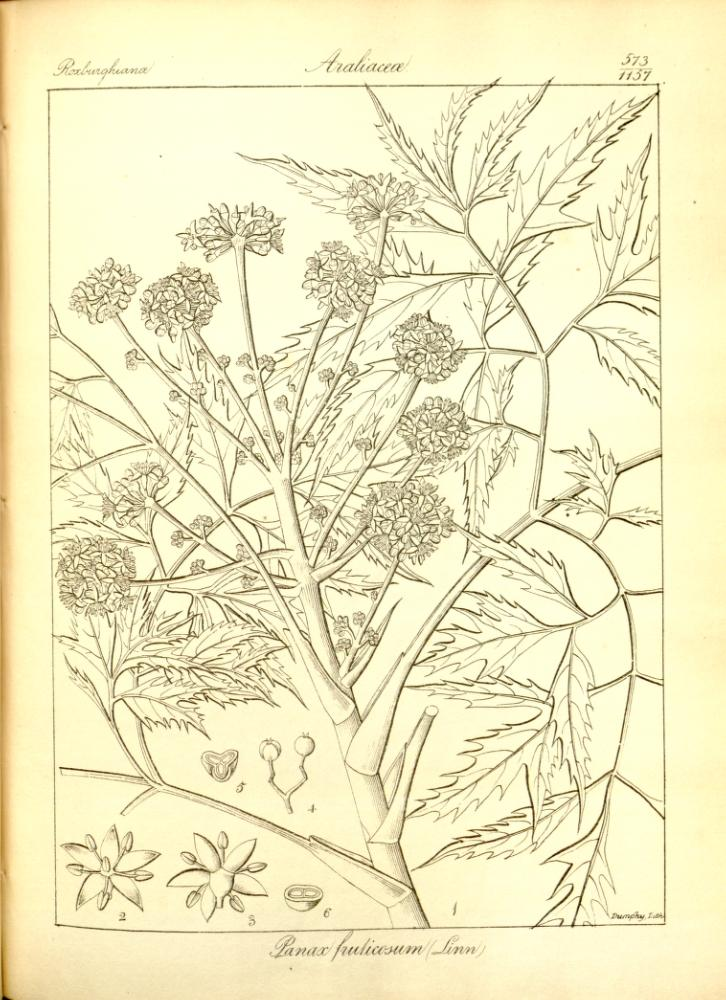
Illustration von Polyscias fruticosa aus Icones plantarum Indiae Orientalis :or figures of Indian plants, 1843, Tafel 373

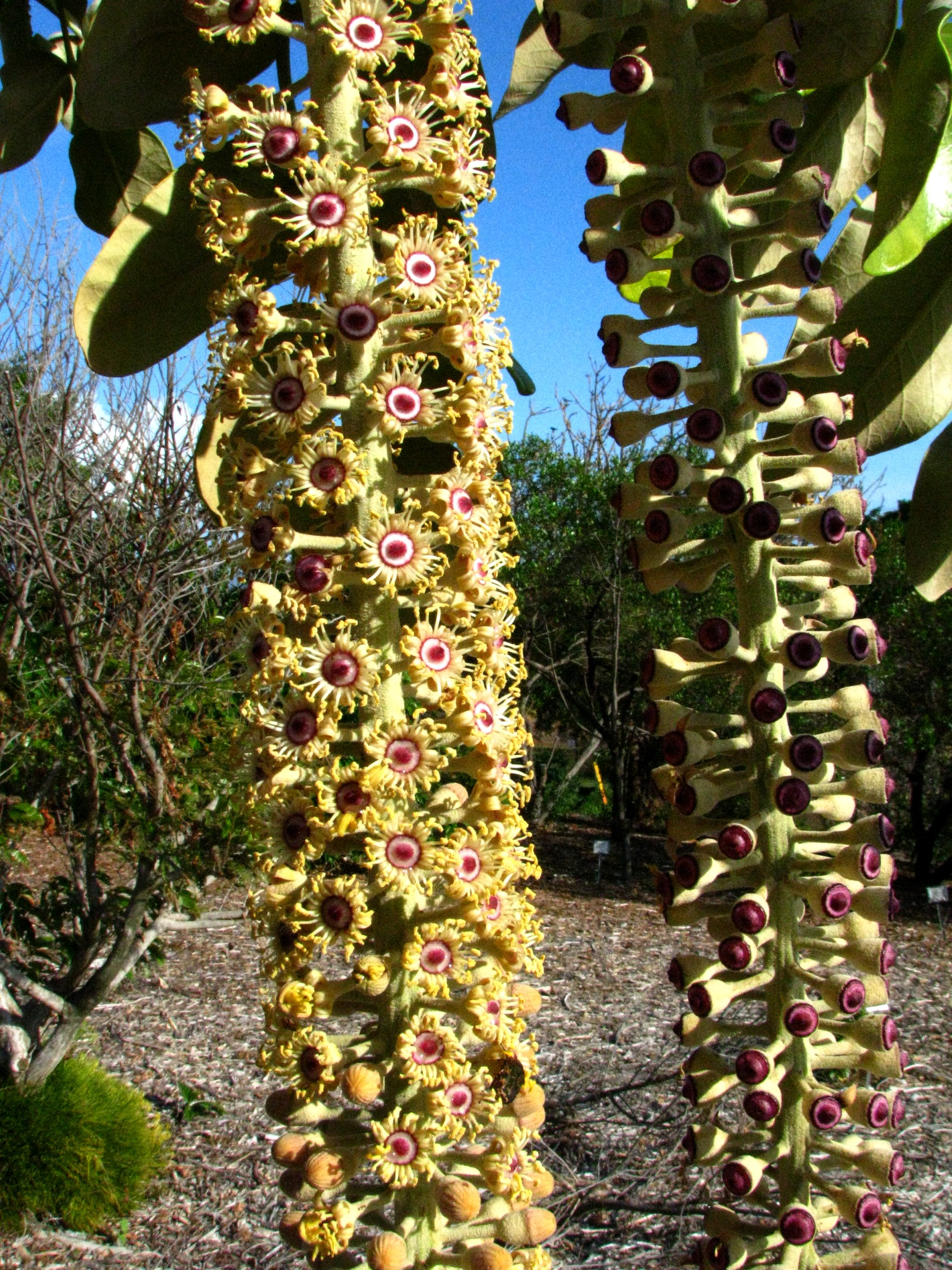
Blüten und reifende Früchte von Polyscias racemosa

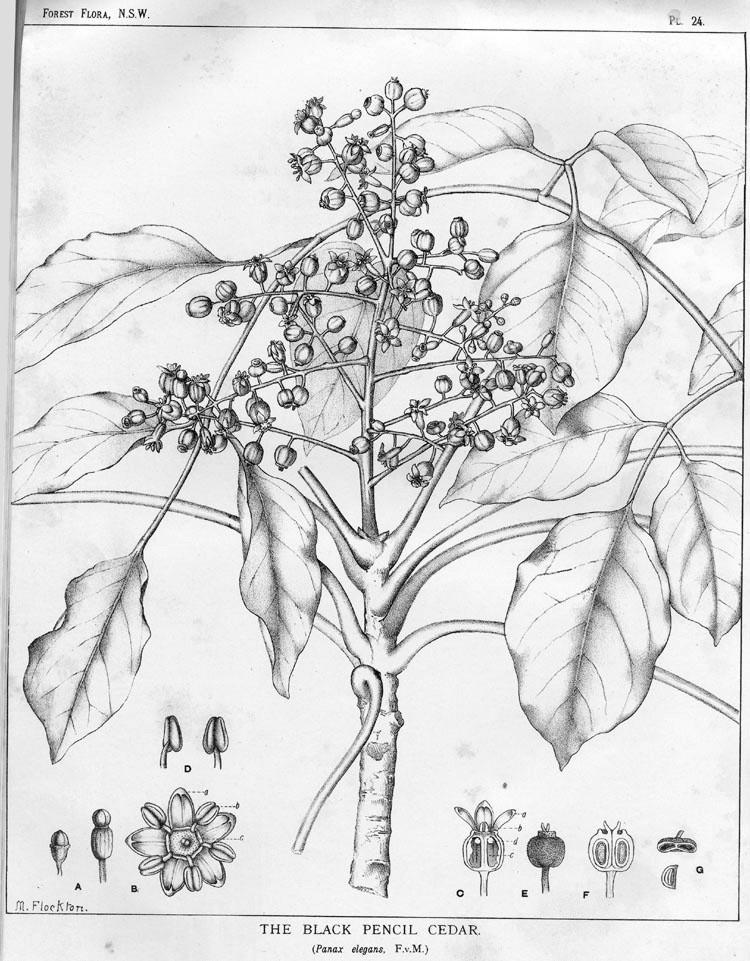
Illustration Black Pencil Cedar, Panax elegans F.v.M. aus Joseph Henry Maiden: Forest Flora of New South Wales, Nr. 23, 1904, Tafel 24 – Synonym von Polyscias elegans

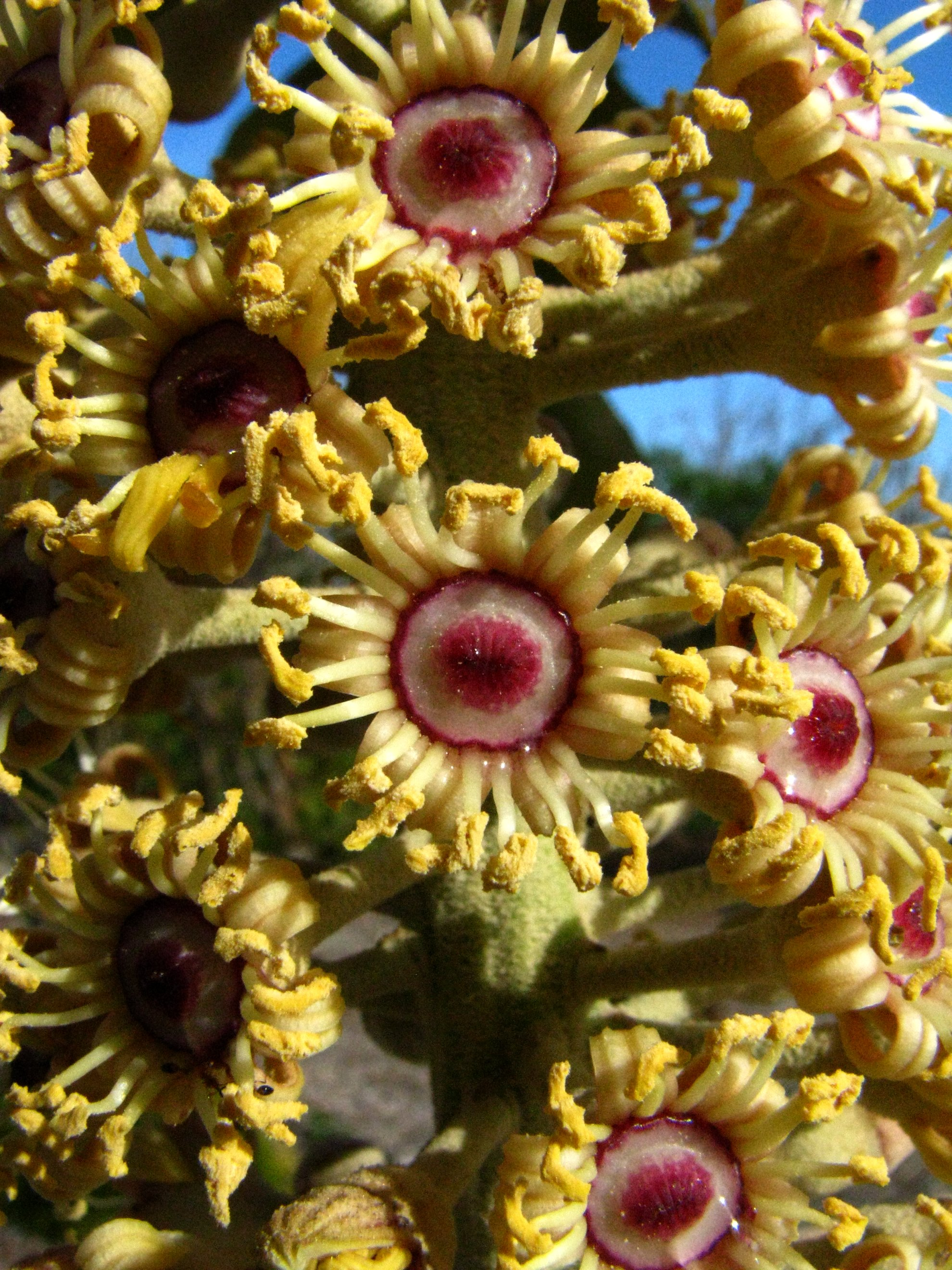
Blüten im Detail von Polyscias racemosa

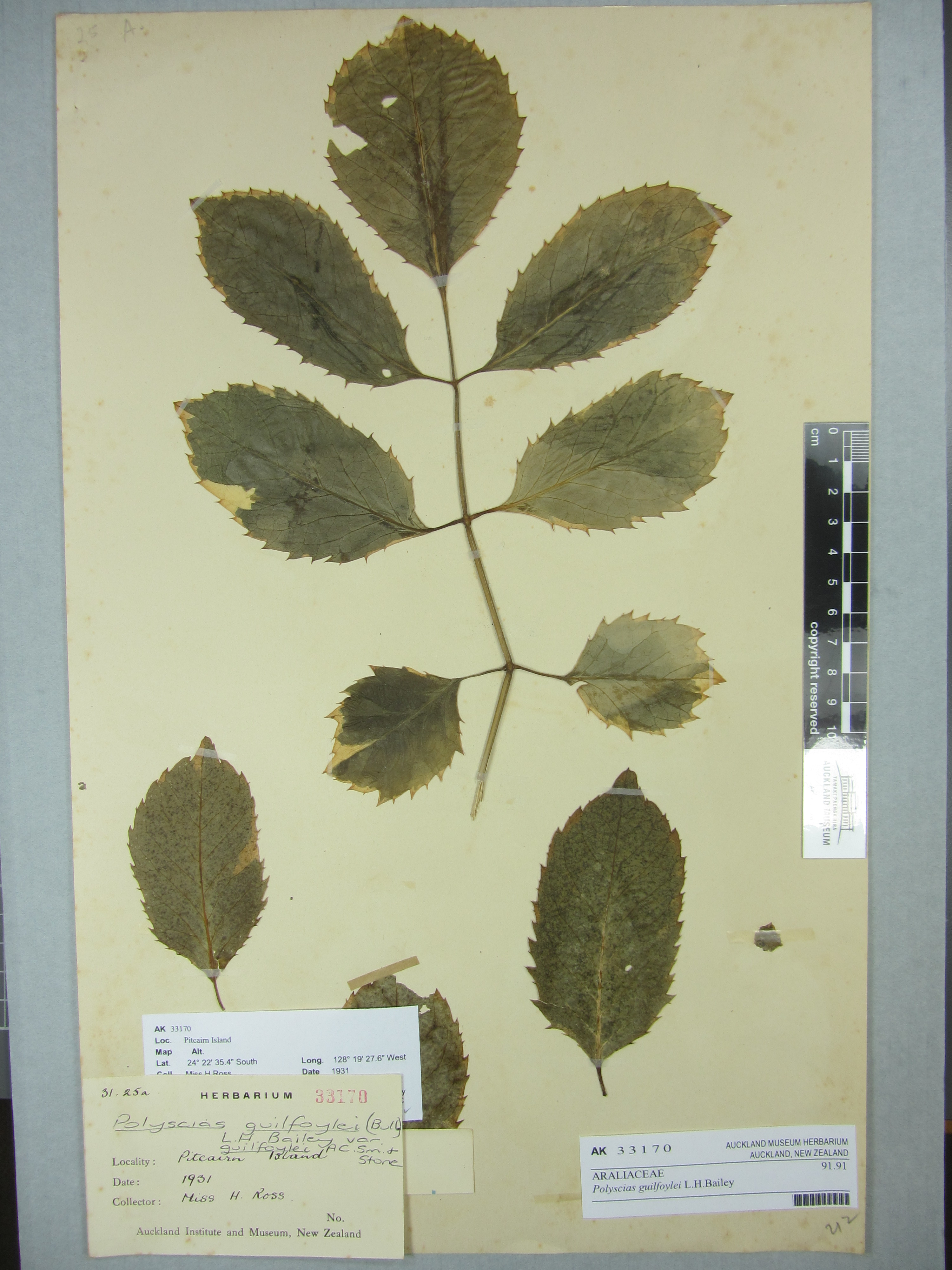
Herbarbeleg von Polyscias guilfoylei

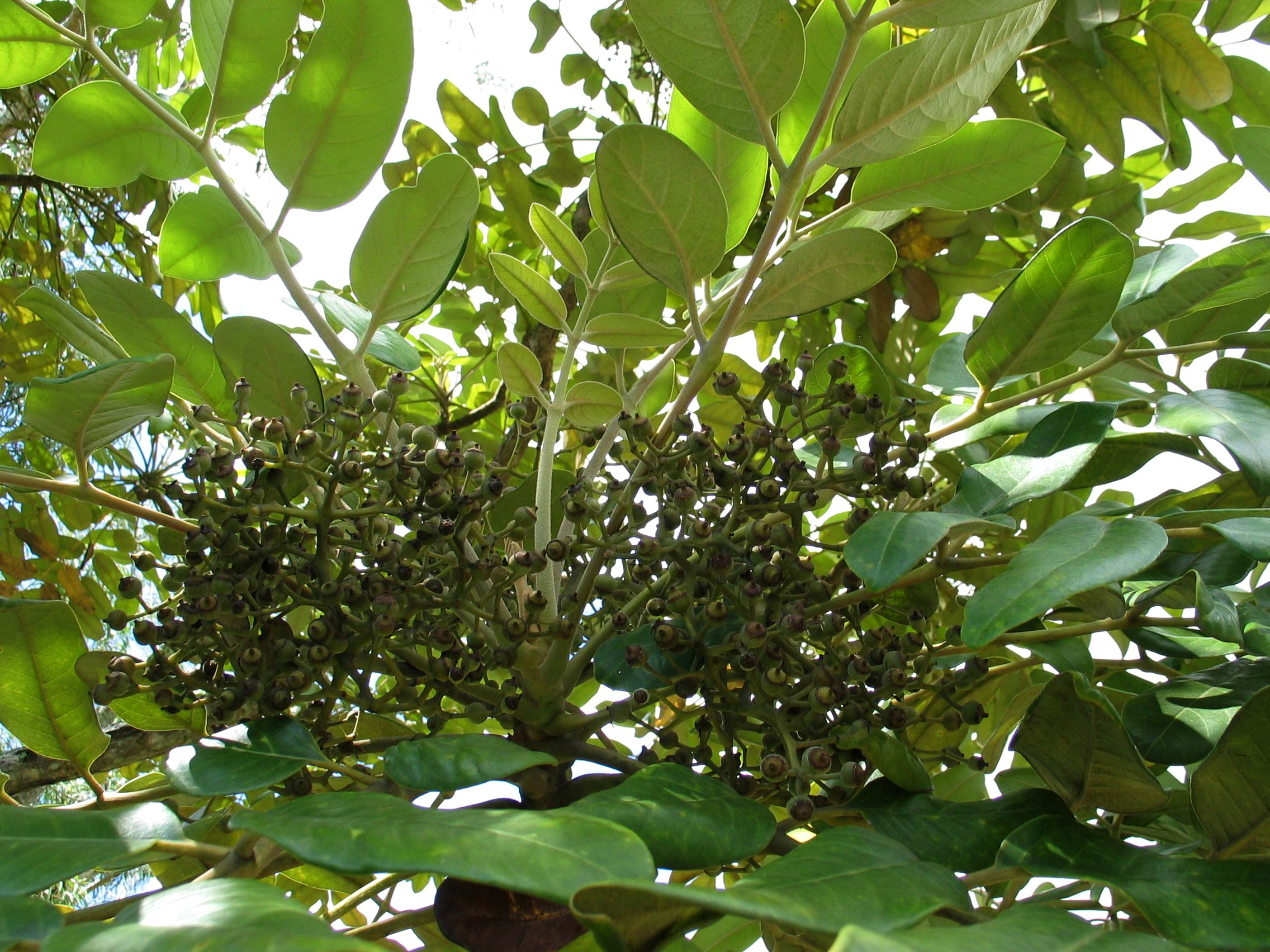
Gefiederte Laubblätter und Fruchtstände von Polyscias hawaiensis

### Erscheinungsbild und Blätter
Alle Fiederaralien-Arten sind immergrüne, verholzende Pflanzen, die als kleine bis große Bäume oder Sträucher wachsen. Sie sind unbewehrt und die oberirdischen Pflanzenteile sind häufig kahl. Bei manchen Arten riechen die vegetativen Pflanzenteile scharf aromatisch.
Die wechselständig, oft am Ende der Zweige gehäuft, angeordneten Laubblätter sind in Blattstiel und Blattspreite gegliedert. Die Blattspreite ist ein- bis fünfteilig unpaarig gefiedert. Die Knoten der Blattrhachis sind eingeschnürt und sie ist zusammen mit den Stielchen der Fiederblättchen gegliedert. Die Fiederblättchen sind ganzrandig bis gekerbt oder gesägt. Die zwei Nebenblätter sitzen manchmal am Blattstiel (intrapetiolar) und sind mit diesem verwachsen oder bilden einen geflügelten Blattstiel, sind zu Schüppchen reduziert oder fehlen.

### Blütenstände und Blüten
Die Blüten sind selten zwittrig oder meist eingeschlechtig. Wenn die Blüten eingeschlechtig sind, dann sind die Polyscias-Arten entweder andromonözisch oder seltener diözisch. Der endständige, rispige Gesamtblütenstand ist aus doldigen, köpfchenförmigen oder ährigen Teilblütenständen zusammengesetzt. Manche Arten besitzen eine endständige Dolde mit zwittrigen Blüten und einer bis mehreren seitlich stehenden männlichen Blüten (andromonözisch). Der Blütenstiel ist zusammen mit der Basis des Fruchtknotens gegliedert; selten sind die Blüten sitzend.
Die Blüten sind radiärsymmetrisch und vier- oder fünf-, selten bis zu acht- oder mehrzählig mit doppelter Blütenhülle. Die vier oder fünf selten bis zu 8 oder mehr Kelchblätter bilden nur einen gewellten Kranz oder es sind vier oder fünf selten bis zu 8 oder mehr kleine Kelchzähne erkennbar. Die vier oder fünf, selten bis zu acht oder mehr Kronblätter sind valvat. Es ist nur ein Kreis mit vier oder fünf selten bis zu 8 oder mehr freie Staubblättern vorhanden. Die Staubbeutel öffnen sich mit einem Längsschlitz. Meist vier oder fünf, selten bis zu acht oder mehr Fruchtblätter sind zu einem vier- oder fünf-, selten bis zu acht- oder mehrkammerigen, unterständigen Fruchtknoten verwachsen. Die haltbaren vier oder fünf, selten bis zu 8 oder mehr Griffel sind frei oder seltener unterschiedlich an der Basis verwachsen.

### Früchte und Samen
Die Steinfrüchte sind zylindrisch oder seitlich abgeflacht und enthalten einen Samen. Der abgeflachte Samen besitzt ein glattes Endosperm.

## Systematik und Verbreitung
Die Gattung Polyscias wurde 1775 durch Johann Reinhold Forster und Georg Forster in Characteres Generum Plantarum, Band 63, S. 32 aufgestellt. Die Typusart ist Polyscias pinnata J.R.Forst. & G.Forst. Synonyme für Polyscias J.R.Forst. & G.Forst. sind: Bonnierella R.Vig., Botryopanax Miq., Dipanax Seem., Eremopanax Baill., Eupteron Miq., Gelibia Hutch., Grotefendia Seem., Indokingia Hemsl., Irvingia F.Muell. nom. illeg., Kissodendron Seem., Maralia Thouars, Montagueia Baker f., Nesodoxa Calest., Nothopanax Miq., Oligoscias Seem., Palmervandenbroekia Gibbs, Peekeliopanax Harms, Pterotropia W.F.Hillebr., Sciadopanax Seem., Shirleyopanax Domin, Tieghemopanax R.Vig., Triplasandra Seem.
Nach der Publikation von Lowry II & Plunkett 2010 werden die Arten der Gattungen Arthrophyllum Blume, Cuphocarpus Decne. & Planch., Gastonia Comm. ex Lam., Munroidendron Sherff, Reynoldsia A.Gray und Tetraplasandra A.Gray auch in die Gattung Polyscias gestellt.
Die Gattung Polyscias gehört zur Unterfamilie Aralioideae innerhalb der Familie der Araliaceae.
Die Gattung Polyscias wurde 2010 in zehn Untergattungen (Polyscias subg. Polyscias, Polyscias subg. Grotenfendia (Seem.) R.Vig., Polyscias subg. Maralia (Thouars) Lowry & G.M.Plunkett, Polyscias subg. Arthrophyllum (Blume) Lowry & G.M.Plunkett, Polyscias subg. Cuphocarpus (Decne. & Planch.) Lowry & G.M.Plunkett, Polyscias subg. Tetraplasandra (A.Gray) Lowry & G.M.Plunkett, Polyscias subg. Eupteron (Miq.) Lowry & G.M.Plunkett, Polyscias subg. Sciadopanax (Seem.) Lowry & G.M.Plunkett, Polyscias subg. Tieghemopanax (R.Vig.) Lowry & G.M.Plunkett, Polyscias subg. Indokingia (Hemsl.) Lowry & G.M.Plunkett) gegliedert.
Die Gattung Polyscias ist in der Paläotropis im tropischen Afrika, Madagaskar, Südostasien, Australien (etwa zehn Arten) und im westlichen Pazifikraum verbreitet.
| - Polyscias aculeata (Decne. & Planch.) Harms (Syn.: Cuphocarpus aculeatus Decne. & Planch.): Sie ist im östlichen Madagaskar in den Provinzen Antsiranana, Fianarantsoa, Toamasina sowie Toliara verbreitet. - Polyscias acuminata (Wight) Seem.: Sie kommt im südlichen Indien und in Sri Lanka vor. - Polyscias aemiliguineae Bernardi: Sie ist ein Endemit auf Réunion. Sie wurde 1998 in der roten Liste der gefährdeten Arten der IUCN als „Critically Endangered“ = „vom Aussterben bedroht“ bewertet; es sollte ein erneutes Monitoring erfolgen. - Polyscias aequatoguineensis Lejoly & Lisowki: Sie kommt von Äquatorialguinea bis Gabun vor. - Polyscias aherniana (Merr.) Lowry & G.M.Plunkett: Sie kommt auf den Philippinen, im nördlichen Borneo und auf den nördlichen Molukken vor. - Polyscias albersiana Harms: Sie kommt wohl nur noch in Tansania vor. Sie wurde 2006 in der roten Liste der gefährdeten Arten der IUCN als „Endangered“ = „stark gefährdet“ bewertet. 2006 gab es nur noch zwei bestätigte Fundorte in den westlichen Usambara-Bergen und am Ngorongoro-Krater; diese beiden Fundorte sind viel zu weit entfernt für den erforderlichen Genaustausch. - Polyscias alternifolia (Maingay ex Ridl.) Lowry & G.M.Plunkett: Dieser Endemit kommt auf der Malaiischen Halbinsel nur in Johor vor. - Polyscias amplifolia (Baker) Harms (Syn.: Polyscias gomphophylla (Baker) Harms): Sie ist in Madagaskar in den Provinzen Antananarivo, Antsiranana, Fianarantsoa, Toamasina sowie Toliara verbreitet. - Polyscias anacardium Bernardi: Sie kommt im östlichen Madagaskar in den Provinzen Antsiranana sowie Toamasina vor. - Polyscias andraerum Bernardi: Sie kommt im östlichen Madagaskar in den Provinzen Antsiranana sowie Toamasina vor. - Polyscias angustifolia (Ridl.) Lowry & G.M.Plunkett: Dieser Endemit kommt auf der Malaiischen Halbinsel nur in Perak vor. - Polyscias ariadnes Bernardi: Sie kommt im östlichen Madagaskar in den Provinzen Antsiranana, Mahajanga sowie Toamasina vor. - Polyscias ashtonii (Philipson) Lowry & G.M.Plunkett: Sie kommt in Borneo in Sarawak sowie Brunei vor. - Polyscias aubrevillei (Bernardi) Bernardi: Dieser Endemit ist nur von einem Fundort in Madagaskar in der Provinz Antsiranana bekannt. - Polyscias australiana (F.Muell.) Philipson: Von den zwei Varietäten kommt eine in Neuguinea und eine im nördlichen Australien vor. - Polyscias baehniana (Bernardi) Bernardi: Sie ist in Madagaskar in den Provinzen Fianarantsoa, Mahajanga sowie Toliara verbreitet. - Polyscias balansae (Baill.) Harms: Sie kommt nur in Neukaledonien vor. - Polyscias balfouriana (André) L.H.Bailey: Sie kommt in Neuguinea und in Queensland vor. - Polyscias baretiana Bernardi: Sie kommt in Madagaskar in den Provinzen Antsiranana sowie Toamasina vor. - Polyscias belensis Philipson: Sie kommt in Neuguinea vor. - Polyscias bellendenkeriensis (F.M.Bailey) Philipson: Dieser Endemit kommt nur im nordöstlichen Queensland vor. - Polyscias bernieri (Baill. ex Drake) R.Vig.: Dieser Endemit kommt nur auf Réunion vor. - Polyscias biformis (Philipson) Lowry & G.M.Plunkett: Sie wurde 2010 aus Neukaledonien erstbeschrieben. - Polyscias bipinnata (Gibbs) Philipson: Dieser Endemit kommt nur im westlichen Neuguinea vor. - Polyscias bisattenuata (Sherff) Lowry & G.M.Plunkett: Sie wurde 2015 in der roten Liste der gefährdeten Arten der IUCN als „Critically Endangered“ = „vom Aussterben bedroht“ bewertet. Dieser Endemit kommt nur im östlichen Kauai vor. Im Jahr 2015 wurden nur vier Fundorte ermittelt; im größten Bestand gibt es 26 blühfähige Exemplare. Die Bestände sind fortlaufend bedroht, besonders durch Invasive Pflanzenarten. - Polyscias boivinii (Seem.) Bernardi: Sie kommt in Madagaskar in den Provinzen Antsiranana, Fianarantsoa, Mahajanga sowie Toliara vor. - Polyscias borbonica Marais: Dieser Endemit kommt nur auf Réunion vor. - Polyscias borneensis Philipson: Sie kommt vom nördlichen Borneo bis Palawan vor. - Polyscias botryophora Harms: Sie kommt nur in Neukaledonien vor. - Polyscias bracteata (R.Vig.) Lowry: Sie kommt nur in Neukaledonien vor. - Polyscias briquetiana (Bernardi) Lowry & G.M.Plunkett: Sie kommt in Madagaskar in den Provinzen Antsiranana, Fianarantsoa, Mahajanga sowie Toamasina vor. - Polyscias carolorum Bernardi: Sie kommt in Madagaskar in den Provinzen Antsiranana, Fianarantsoa, Toamasina sowie Toliara vor. - Polyscias cenabrei (Merr.) Lowry & G.M.Plunkett: Dieser Endemit kommt nur auf der philippinischen Insel Cebu vor. - Polyscias chapelieri (Drake) Harms ex R.Vig. (Syn.: Polyscias tennantii Bernardi): Sie kommt in Madagaskar in den Provinzen Antsiranana, Fianarantsoa, Toamasina sowie Toliara vor. - Polyscias cissiflora (Baker) Harms: Dieser Endemit kommt in Madagaskar nur in der Provinz Toamasina vor. - Polyscias cissodendron (C.Moore & F.Muell.) Harms: Sie kommt von den Santa-Cruz-Inseln bis Neukaledonien und auf der Lord-Howe-Insel vor. - Polyscias collina (Philipson) Lowry & G.M.Plunkett: Sie kommt auf Borneo vor. - Polyscias compacta Lowry & G.M.Plunkett: Von diesem Endemiten sind nur fünf Fundorte in Madagaskar in der Provinz Antsiranana bekannt. - Polyscias confertifolia (Baker) Harms: Sie kommt in Madagaskar in den Provinzen Fianarantsoa sowie Toliara vor. - Polyscias coriacea Marais: Dieser Endemit kommt nur auf Réunion vor. - Polyscias corticata Gibbs: Dieser Endemit kommt nur auf Fidschi vor. - Polyscias crassa (Hemsl.) Lowry & G.M.Plunkett: Dieser Endemit kommt nur auf den Seychellen vor. Sie wurde in der roten Liste der gefährdeten Arten der IUCN als „Vulnerable“ = „gefährdet“ bewertet. - Polyscias crenata (Pancher & Sebert) Frodin: Sie kommt nur in Neukaledonien vor. Sie wurde in der roten Liste der gefährdeten Arten der IUCN als „Vulnerable“ = „gefährdet“ bewertet. - Polyscias culminicola A.C.Sm.: Dieser Endemit kommt nur auf der Insel Viti Levu vor. - Polyscias cumingiana (C.Presl) Fern.-Vill.: Sie kommt von den Philippinen bis zu den Inseln des südwestlichen Pazifik vor. - Polyscias cussonioides (Drake) Bernardi: Sie ist nur von einem Fundort in Madagaskar nur in der Provinz Fianarantsoa bekannt. - Polyscias cutispongia (Lam.) Baker: Dieser Endemit kommt nur auf Réunion vor. - Polyscias dichrostachya Baker: Sie wurde 1998 in der roten Liste der gefährdeten Arten der IUCN als „Endangered“ = „stark gefährdet“ bewertet. Sie gedeiht mit wenigen Exemplaren in den verbliebenen Trockenwäldern auf Mauritius. - Polyscias dioica (Vieill. ex Pancher & Sebert) Harms: Sie kommt nur in Neukaledonien vor. - Polyscias diversifolia (Blume) Lowry & G.M.Plunkett: Sie kommt von Indochina bis ins westliche und zentrale Malesien vor. - Polyscias duplicata (Thouars ex Baill.) Lowry & G.M.Plunkett: Sie kommt auf den Komoren und in Madagaskar in den Provinzen Antananarivo, Antsiranana, Toamasina sowie Toliara vor. - Polyscias elegans (C.Moore & F.Muell.) Harms: Sie kommt vom südlichen Neuguinea bis ins östliche Australien vor. - Polyscias elliptica (Blume) Lowry & G.M.Plunkett: Sie kommt auf der Insel Java und vielleicht auch auf Sumatra vor. - Polyscias engganoense (Philipson) Lowry & G.M.Plunkett: Dieser Endemit kommt nur im südlichen Sumatra vor. - Polyscias farinosa (Delile) Harms: Sie kommt in Äthiopien vor. - Polyscias felicis Bernardi: Sie kommt auf den Komoren vor. - Polyscias filicifolia (C.Moore ex E.Fourn.) L.H.Bailey: Sie kommt in Neuguinea und auf Neukaledonien vor. - Polyscias floccosa (Drake) Bernardi: Dieser Endemit kommt im nördlichen Madagaskar nur in der Provinz Antsiranana vor. - Polyscias florosa Philipson: Dieser Endemit kommt nur auf der Insel Luzon vor. - Polyscias flynnii (Lowry & K.R.Wood) Lowry & G.M.Plunkett: Sie wurde 2015 in der roten Liste der gefährdeten Arten der IUCN als „Critically Endangered“ = „vom Aussterben bedroht“ bewertet. Dieser Endemit kommt nur in Kauaʻi vor. Im Jahr 2015 wurden sieben Fundorte ermittelt mit insgesamt nur 30 blühfähigen Exemplare; im größten Bestand gibt es nur fünf blühfähige Exemplare. Die Bestände sind fortlaufend bedroht, besonders durch invasive Pflanzenarten. - Polyscias fraxinifolia (Baker) R.Vig.: Sie kommt in Madagaskar in den Provinzen Antananarivo, Antsiranana, Fianarantsoa, Mahajanga, Toamasina sowie Toliara vor. - Polyscias fruticosa (L.) Harms: Sie kommt in Malesien, Neuguinea, Neukaledonien, im Bismarck-Archipel und in Queensland vor. - Polyscias fulva (Hiern) Harms: Sie kommt im tropischen Afrika und auf der südwestlichen Arabischen Halbinsel vor. - Polyscias gracilis Marais: Sie wurde 1998 in der roten Liste der gefährdeten Arten der IUCN als „Critically Endangered“ = „vom Aussterben bedroht“ bewertet; es sollte ein erneutes Monitoring erfolgen. Dieser Endemit kommt nur an drei Fundorten auf Mauritius vor. Im Jahr 1998 wurden nur 10 blühfähigen Exemplare gefunden. - Polyscias gruschvitzkii Bernardi: Sie wurde 1971 erstbeschrieben und ist nur vom Typusmaterial bekannt, das in Madagaskar aus der Provinz Toamasina stammt. - Polyscias guilfoylei (W.Bull) L.H.Bailey: Sie kommt im östlichen Malesien, in Neuguinea, im Bismarck-Archipel, in Neukaledonien, auf Vanuatu und auf den Santa-Cruz-Inseln vor. - Polyscias gymnocarpa (Hillebr.) Lowry & G.M.Plunkett: Sie wurde 1998 in der roten Liste der gefährdeten Arten der IUCN als „Critically Endangered“ = „vom Aussterben bedroht“ bewertet; es sollte ein erneutes Monitoring erfolgen. Dieser Endemit kommt nur in den Koolau Bergen auf Oahu vor. Im Jahr 1998 wurden nur 16 Fundorte ermittelt mit jeweils wenigen blühfähigen Exemplare. Die Bestände sind fortlaufend bedroht, besonders durch invasive Pflanzenarten. - Polyscias havilandii (Ridl.) Lowry & G.M.Plunkett: Dieser Endemit kommt nur in Sabah vor. - Polyscias hawaiensis (A.Gray) Lowry & G.M.Plunkett: Sie kommt in Hawaii vor. - Polyscias heineana Bernardi: Von diesem Endemiten aus Madagaskar nur aus der Provinz Toamasina sind weniger als fünf Fundorte bekannt. - Polyscias humbertiana (Bernardi) Lowry & G.M.Plunkett: Von diesem Endemiten aus Madagaskar nur aus der Provinz Antsiranana sind weniger als fünf Fundorte bekannt. - Polyscias jackiana (G.Don) Lowry & G.M.Plunkett: Sie kommt von den Andamanen und Nikobaren bis ins westliche und zentrale Malesien vor.bis - Polyscias jacobsii Philipson: Sie kommt in Papua-Neuguinea vor. - Polyscias javanica Koord. & Valeton: Sie kommt vom östlichen Java bis zu den Kleinen Sundainseln vor. - Polyscias joskei Gibbs: Sie kommt in Fidschi vor. - Polyscias kalabenonensis Lowry & Callm.: Sie wurde 2009 erstbeschrieben. Dieser seltene Endemit kommt in Madagaskar nur aus der Provinz Antsiranana vor. - Polyscias kavaiensis (H.Mann) Lowry & G.M.Plunkett: Sie kommt in Hawaii vor. - Polyscias kikuyuensis Summerh.: Sie kommt in Kenia vor. Sie wurde in der roten Liste der gefährdeten Arten der IUCN als „Vulnerable“ = „gefährdet“ bewertet. - Polyscias kivuensis Bamps: Sie kommt nur in der östlichen Demokratischen Republik Kongo vor. - Polyscias kjellbergii (Philipson) Lowry & G.M.Plunkett: Dieser Endemit kommt nur im südöstlichen Sulawesi vor. - Polyscias lancifolia (Drake) R.Vig.: Von diesem Endemiten aus Madagaskar nur aus der Provinz Fianarantsoa sind weniger als fünf Fundorte bekannt. - Polyscias lantzii (Drake) R.Vig.: Es sind weniger als fünf Fundorte bekannt in Madagaskar in den Provinzen Fianarantsoa sowie Toamasina. - Polyscias lanutoensis (Hochr.) Lowry & G.M.Plunkett: Dieser Endemit kommt nur in Samoa vor. - Polyscias leandriana (Bernardi) Lowry & G.M.Plunkett: Von diesem Endemiten aus Madagaskar nur aus der Provinz Antsiranana sind weniger als fünf Fundorte bekannt. - Polyscias lecardii (R.Vig.) Lowry: Sie kommt nur in Neukaledonien vor. - Polyscias ledermannii Harms: Sie kommt in Neuguinea vor. - Polyscias letestui C.Norman: Sie kommt von Gabun bis Angola vor. - Polyscias lionnetii (F.Friedmann) Lowry & G.M.Plunkett Sie wurde 2011 in der roten Liste der gefährdeten Arten der IUCN als „Critically Endangered“ = „vom Aussterben bedroht“ bewertet. Dieser Endemit kommt nur auf der Insel Mahé, die zu den Seychellen gehört, vor. Im Jahr 2011 wurde nur ein Fundort ermittelt, dort gibt es nur zwei blühfähige Exemplare. Der Bestand ist fortlaufend bedroht, besonders durch Invasive Pflanzenarten. - Polyscias lucens (Craib) Lowry & G.M.Plunkett: Sie kommt in Thailand vor. - Polyscias lydgatei (Hillebr.) Lowry & G.M.Plunkett: Dieser Endemit kommt nur auf der hawaiianischen Insel Oahu vor. - Polyscias macgillivrayi (Benth.) Harms: Sie kommt von Neuguinea bis zu den Inseln des westlichen Pazifik vor. - Polyscias mackeei Lowry & G.M.Plunkett: Sie kommt nur in Neukaledonien vor. - Polyscias macrantha (Philipson) Lowry & G.M.Plunkett: Sie kommt in Neuguinea vor. - Polyscias macrocarpa (Philipson & Bui) Lowry & G.M.Plunkett: Sie kommt in Laos vor. - Polyscias madagascariensis (Seem.) Harms: Sie kommt in Madagaskar in den Provinzen Antananarivo, Fianarantsoa sowie Toamasina vor. - Polyscias maraisiana Lowry & G.M.Plunkett: Sie wurde 2010 aus Mauritius erstbeschrieben. - Polyscias maralia (Schult.) Bernardi: Sie kommt in Madagaskar in den Provinzen Antsiranana, Fianarantsoa sowie Toamasina vor. - Polyscias marchionensis (F.Br.) Lowry & G.M.Plunkett: Sie kommt nur auf den Marquesas-Inseln vor. - Polyscias mauritiana Marais: Sie wurde 1998 in der roten Liste der gefährdeten Arten der IUCN als „Endangered“ = „stark gefährdet“ bewertet. Dieser Endemit kommt nur auf Mauritius vor. - Polyscias mayottensis Lowry, O.Pascal & Labat: Dieser Endemit kommt nur auf der Komoreninsel Mayotte vor. - Polyscias meliifolia (Craib) Lowry & G.M.Plunkett: Sie kommt in Thailand vor. - Polyscias microbotrys (Baill.) Harms: Sie kommt nur in Neukaledonien vor. - Polyscias mollis (Benth.) Harms (Syn.: Polyscias macdowallii (F.Muell.) Domin): Dieser Endemit kommt nur im nordöstlichen Queensland vor. - Polyscias montana (Ridl.) Lowry & G.M.Plunkett: Sie kommt nur auf der Malaiischen Halbinsel vor. - Polyscias multibracteata (Baker) Harms (Syn.: Polyscias bakeriana (Drake) R.Vig.): Sie kommt in Madagaskar in den Provinzen Antananarivo, Antsiranana, Fianarantsoa, Mahajanga, Toamasina sowie Toliara vor. - Polyscias multijuga (A.Gray) Harms: Sie kommt von der Norfolk-Insel bis auf Inseln des südwestlichen Pazifik vor. - Polyscias muraltiana Bernardi: Dieser Endemit kommt in Madagaskar in den Provinzen Antsiranana sowie Toamasina vor. - Polyscias murrayi (F.Muell.) Harms: Sie kommt in den australischen Bundesstaaten östliches Queensland, New South Wales sowie Victoria vor. - Polyscias myrsine Bernardi: Sie kommt in Madagaskar in den Provinzen Antananarivo, Antsiranana, Fianarantsoa, Mahajanga, Toamasina sowie Toliara vor. - Polyscias neraudiana (Drake) Harms ex R.Vig.: Sie wurde 1998 in der roten Liste der gefährdeten Arten der IUCN als „Critically Endangered“ = „vom Aussterben bedroht“ bewertet; es sollte ein erneutes Monitoring erfolgen. Dieser Endemit kommt nur auf Mauritius vor. Im Jahr 1998 wurde nur ein Fundort ermittelt, dort soll es weniger als 15 blühfähige Exemplare geben. Der Bestand ist fortlaufend bedroht, besonders durch Invasive Pflanzenarten. - Polyscias nodosa (Blume) Seem.: Sie kommt von Java bis zu den Salomonen und nordöstlichen Queensland vor. - Polyscias nossibiensis (Drake) Harms (Syn.: Polyscias hildebrandtii (Drake) Harms, Polyscias lokobensis (Drake) Harms ex R. Vig.): Sie kommt im nördlichen Madagaskar in den Provinzen Antsiranana sowie Mahajanga vor. - Polyscias nothisii Lowry: Sie wurde 2007 in der roten Liste der gefährdeten Arten der IUCN als „Endangered“ = „stark gefährdet“ bewertet. Dieser Endemit kommt nur in Neukaledonien vor. Es sind nur fünf isolierte Fundorte mit jeweils nur wenigen blühfähigen Exemplaren bekannt. - Polyscias oahuensis (A.Gray) Lowry & G.M.Plunkett: Sie kommt in Hawaii vor. - Polyscias obtusifolia Frodin: Sie wurde 2004 anhand eines kultivierten Exemplars beschrieben, das aus Java stammt. - Polyscias ornifolia (Baker) Harms: Sie kommt in Madagaskar in den Provinzen Antananarivo, Antsiranana, Fianarantsoa, Mahajanga, Toamasina sowie Toliara vor. - Polyscias otopyrena (Baill.) Lowry & G.M.Plunkett: Sie kommt nur in Neukaledonien vor. - Polyscias pachypedicellata Lowry & Callm.: Sie wurde 2009 aus Madagaskar aus der Provinz Antsiranana erstbeschrieben. - Polyscias pacifica (Philipson) Lowry & G.M.Plunkett: Sie kommt in Maluku und im Bismarck-Archipel, inklusive der Admiralty-Inseln innerhalb der Lord-Howe-Inselgruppe vor. - Polyscias palmervandenbroekii Bernardi: Dieser Endemit kommt nur im westlichen Neuguinea vor. - Polyscias pancheri (Baill.) Harms: Sie kommt nur in Neukaledonien vor. - Polyscias paniculata (DC.) Baker Sie wurde 2000 in der roten Liste der gefährdeten Arten der IUCN als „Critically Endangered“ = „vom Aussterben bedroht“ bewertet; es sollte ein erneutes Monitoring erfolgen. Dieser Endemit kommt nur auf Mauritius vor. Im Jahr 2000 wurde nur ein Fundort ermittelt, dort soll es weniger als 50 blühfähige Exemplare geben. Vom weiteren beschriebenen Fundort gibt es keine rezenten Berichte. Die Bestände sind fortlaufend bedroht, besonders durch Invasive Pflanzenarten. - Polyscias papyracea (Philipson) Lowry & G.M.Plunkett: Dieser Endemit kommt nur im östlichen Sumatra vor. - Polyscias pentamera (Baker) Harms: Sie kommt in Madagaskar in den Provinzen Antananarivo sowie Toamasina vor. - Polyscias philipsonii Bernardi: Dieser Endemit kommt nur im westlichen Neuguinea vor. - Polyscias pinnata J.R.Forst. & G.Forst.: Sie kommt ursprünglich auf Inseln der südwestlichen Pazifik vor. Sie ist ein einigen tropischen Gebieten ein Neophyt. - Polyscias pleiosperma (A.Gray) Lowry & G.M.Plunkett: Dieser Endemit kommt nur auf Samoa vor. - Polyscias prolifera (Philipson) Lowry & G.M.Plunkett: Sie wurde 1998 in der roten Liste der gefährdeten Arten der IUCN als „Vulnerable“ = „gefährdet“ bewertet; es sollte ein erneutes Monitoring erfolgen. Sie ist nur von zwei Aufsammlung in der Kuper-Bergkette in der Provinz Morobe in Papua-Neuguinea bekannt. - Polyscias pulgarensis (Elmer) Lowry & G.M.Plunkett: Sie wurde 1998 in der roten Liste der gefährdeten Arten der IUCN als „Vulnerable“ = „gefährdet“ bewertet; es sollte ein erneutes Monitoring erfolgen. Dieser Endemit kommt nur in Höhenlagen oberhalb von 1200 Metern im oberen Bereich des Mt. Pulgar auf der Insel Palawan vor. - Polyscias purpurea C.T.White: Sie kommt nur in Queensland vor. - Polyscias quintasii Exell: Sie wurde 1998 in der roten Liste der gefährdeten Arten der IUCN als „Endangered“ = „stark gefährdet“ bewertet. Dieser Endemit kommt nur auf den Inseln Sao Tomé und Principe vor. Es sind nur wenige Fundorte bekannt. - Polyscias racemosa (C.N.Forbes) Lowry & G.M.Plunkett: Sie wurde 2016 in der roten Liste der gefährdeten Arten der IUCN als „Critically Endangered“ = „vom Aussterben bedroht“ bewertet. Dieser Endemit kommt nur auf der hawaiianischen Insel Kauaʻi in Höhenlagen von 142 bis 450 Metern vor. Im Jahr 2016 wurden elf Fundorte ermittelt; die meisten Fundorte enthalten nur ein bis zwei, im größten Bestand 45 blühfähige Exemplare; insgesamt waren es 2016 110 blühfähige Exemplare. Die Bestände sind fortlaufend bedroht, besonders durch Invasive Pflanzenarten. - Polyscias rainaliorum Bernardi: Es sind nur fünf Fundorte in Madagaskar in den Provinzen Fianarantsoa sowie Toliara bekannt. - Polyscias reineckei Harms: Dieser Endemit kommt nur auf Samoa vor. - Polyscias repanda (DC.) Baker: Sie kommt auf Inseln des westlichen Indischen Ozeans vor. - Polyscias revoluta Lowry & G.M.Plunkett: Sie wurde 2010 erstbeschrieben und kommt auf Borneo in Sarawak sowie Kalimantan vor. - Polyscias richardsiae Bamps: Sie kommt in Tansania vor. - Polyscias rivalsii Bernardi: Dieser Endemit kommt nur auf der Insel Réunion vor. - Polyscias rodriguesiana (Marais) Lowry & G.M.Plunkett: Sie wurde 1998 in der roten Liste der gefährdeten Arten der IUCN als „Critically Endangered“ = „vom Aussterben bedroht“ bewertet; es sollte ein erneutes Monitoring erfolgen. Dieser Endemit kommt nur auf der Insel Rodrigues, die zu Mauritius gehört, vor. Im Jahr 1998 wurden weniger als 50 blühfähigen Exemplare gefunden. Jungpflanzen wurden erfolgreich an geeigneten Habitaten gepflanzt. - Polyscias roemeriana Harms: Sie kommt in Neuguinea vor. - Polyscias royenii Philipson: Sie kommt in Papua-Neuguinea vor. - Polyscias rubiginosa (Ridl.) Lowry & G.M.Plunkett: Dieser Endemit kommt nur in Sarawak vor. - Polyscias rufosepala (Ridl.) Lowry & G.M.Plunkett: Dieser Endemit kommt nur in Sarawak vor. - Polyscias sambucifolia (Sieber ex DC.) Harms: Sie ist in den australischen Bundesstaaten östliches New South Wales, südöstliches Queensland, östliches sowie südliches Victoria und in Tasmanien verbreitet. - Polyscias samoensis (A.Gray) Harms: Sie kommt in Vanuatu, Samoa und Tonga vor. - Polyscias sandwicensis (A.Gray) Lowry & G.M.Plunkett: Sie kommt in Hawaii vor. - Polyscias schmidii Lowry: Dieser Endemit kommt nur in Vanuatu vor. - Polyscias schultzei Harms: Sie kommt von den Molukken bis Neuguinea vor. - Polyscias scopoliae (Baill.) Lowry: Sie kommt nur in Neukaledonien vor. - Polyscias scutellaria (Burm. f.) Fosberg: Sie kommt auf den Molukken, in Neuguinea, auf den Salomonen, auf den Santa-Cruz-Inseln und in Vanuatu vor. - Polyscias sechellarum Baker: Sie wurde 2007 in der roten Liste der gefährdeten Arten der IUCN als „Vulnerable“ = „gefährdet“ bewertet. Sie kommt nur auf Seychellen auf den Inseln Mahé, Silhouette, Praslin, La Digue, Curieuse sowie Félicité vor. - Polyscias serratifolia (Miq.) Lowry & G.M.Plunkett: Sie kommt auf Sumatra, Borneo, Java, auf den Molukken, Philippinen, auf den Kleinen Sundainseln, auf Sulawesi, in Neuguinea und auf den Salomonen vor. - Polyscias sessiliflora Marais: Dieser Endemit kommt nur auf Réunion vor. - Polyscias sleumeri Philipson: Dieser Endemit kommt nur im westlichen Neuguinea vor. - Polyscias sorongensis Gibbs: Dieser Endemit kommt nur im westlichen Neuguinea vor. - Polyscias spectabilis (Harms) Lowry & G.M.Plunkett (Syn.: Gastonia spectabilis (Harms) Philipson, Gastonia boridiana Harms): Diese Neukombination erfolgte 2010. Sie kommt von Papuasien bis zu den Santa-Cruz-Inseln und dem nordöstlichen Queensland vor. - Polyscias stonei (A.-L.Lim) Lowry & G.M.Plunkett: Sie kommt auf der Malaiischen Halbinsel vor. - Polyscias stuhlmannii Harms: Sie wurde 2006 in der roten Liste der gefährdeten Arten der IUCN als „Endangered“ = „stark gefährdet“ bewertet. Sie kommt in Tansania in sieben bis acht isolierten Fundorten mit jeweils relativ vielen Exemplaren vor. Es gibt drei Aufsammlungen aus dem südlichen Kenia, aber sie wurde dort seit 1953 nicht wiedergefunden. - Polyscias subcapitata Kaneh.: Dieser Endemit kommt nur auf den Karolinen vor. - Polyscias tafondroensis (Drake) R.Vig.: Sie kommt in Madagaskar in den Provinzen Antsiranana sowie Toamasina vor. - Polyscias tahitensis (Nadeaud) Harms: Sie wurde 1998 in der roten Liste der gefährdeten Arten der IUCN als „Critically Endangered“ = „vom Aussterben bedroht“ bewertet. Sie kommt nur auf den Gesellschaftsinseln Raiatea sowie Tahiti vor. - Polyscias terminalia Bernardi: Von diesem Endemiten ist nur ein Fundort in Madagaskar in der Provinz Antsiranana bekannt. - Polyscias thailandica Lowry & G.M.Plunkett: Sie kommt in Thailand vor. - Polyscias tripinnata Harms: Sie kommt in Madagaskar in den Provinzen Antananarivo, Fianarantsoa, Mahajanga, Toamasina sowie Toliara vor. - Polyscias verrucosa (Seem.) Lowry & G.M.Plunkett: Dieser Endemit kommt nur auf Tahiti vor. - Polyscias verticillata B.C.Stone: Sie kommt vom Bismarck-Archipel bis zu den Salomonen vor. - Polyscias vieillardii (Baill.) Lowry & G.M.Plunkett: Die zwei Varietäten kommen nur in Neukaledonien vor. - Polyscias vogelkopensis Philipson: Dieser Endemit kommt nur im westlichen Neuguinea vor. - Polyscias waialealae (Rock) Lowry & G.M.Plunkett: Sie wurde 2016 in der roten Liste der gefährdeten Arten der IUCN als „Endangered“ = „stark gefährdet“ bewertet. Dieser Endemit kommt nur auf der hawaiianischen Insel Kauaʻi vor. An den nur fünf Fundorten wurden 2016 insgesamt etwa 33500 blühfähige Exemplare gefunden. - Polyscias waimeae (Wawra) Lowry & G.M.Plunkett: Sie wurde 2016 in der roten Liste der gefährdeten Arten der IUCN als „Endangered“ = „stark gefährdet“ bewertet. Dieser Endemit kommt nur auf der hawaiianischen Insel Kauaʻi vor. An den nur drei Fundorten wurden 2016 insgesamt etwa 18000 blühfähige Exemplare gefunden. - Polyscias weinmanniae (Baill.) Harms: Sie kommt nur in Neukaledonien vor. - Polyscias willmottii (F.Muell.) Philipson: Dieser Endemit kommt nur im nordöstlichen Queensland vor. - Polyscias wohlhauseri Lowry & Callm.: Dieser Endemit ist von höchstens fünf Fundorten bekannt und kommt in Madagaskar nur in der Provinz Antsiranana vor. Sie wird als „Critically Endangered“ = „vom Aussterben bedroht“ bewertet. - Polyscias zanthoxyloides (Baker) Harms: Sie kommt in Madagaskar in den Provinzen Antananarivo, Fianarantsoa, Toamasina sowie Toliara vor. - Polyscias zippeliana (Miq.) Valeton: Sie kommt in Neuguinea (einschließlich der Aru-Inseln) und vom nördlichen australischen Northern Territory bis ins nördliche und nordöstliche Queensland vor. |

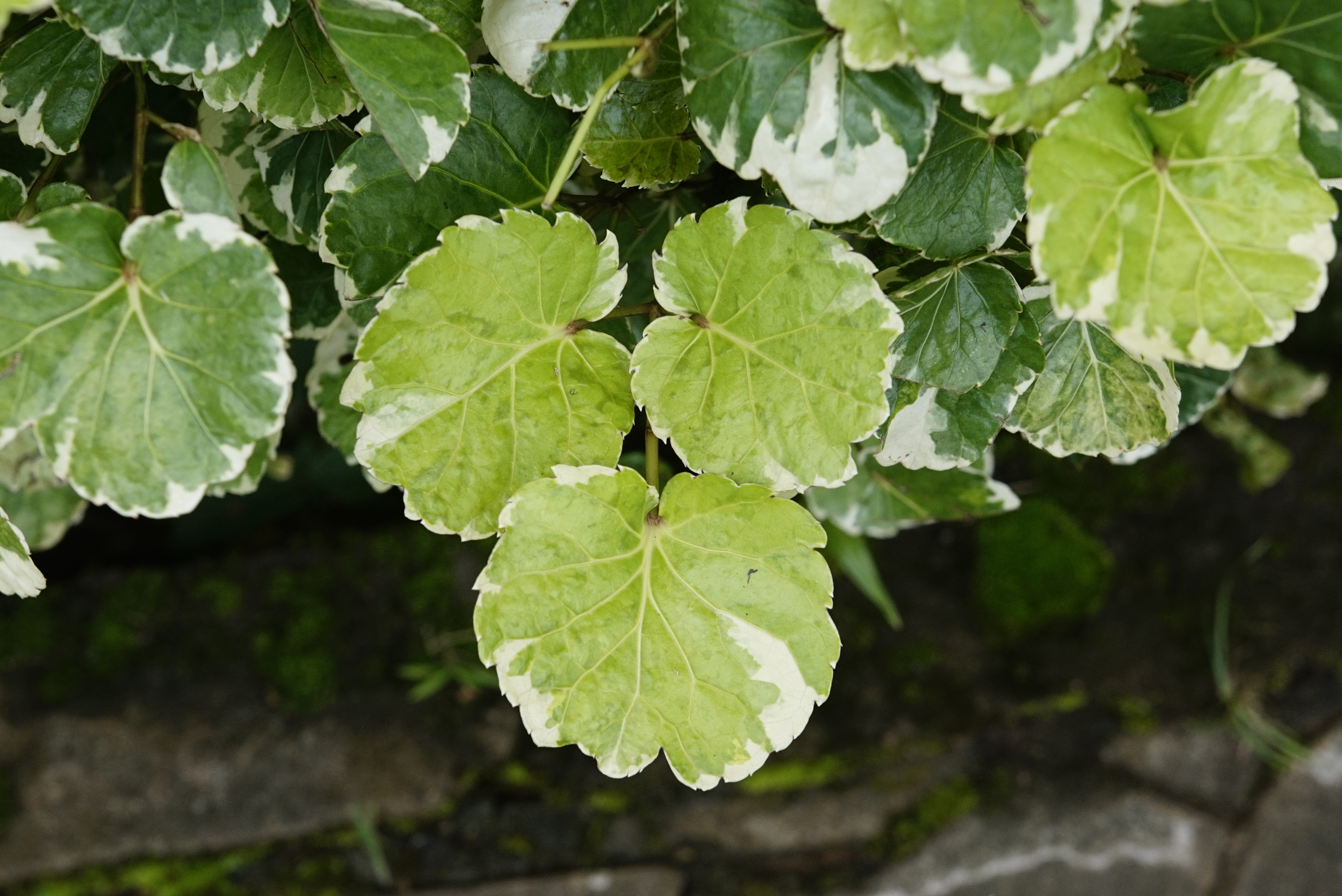
Panaschierte Laubblätter bei einer Sorte von Polyscias balfouriana

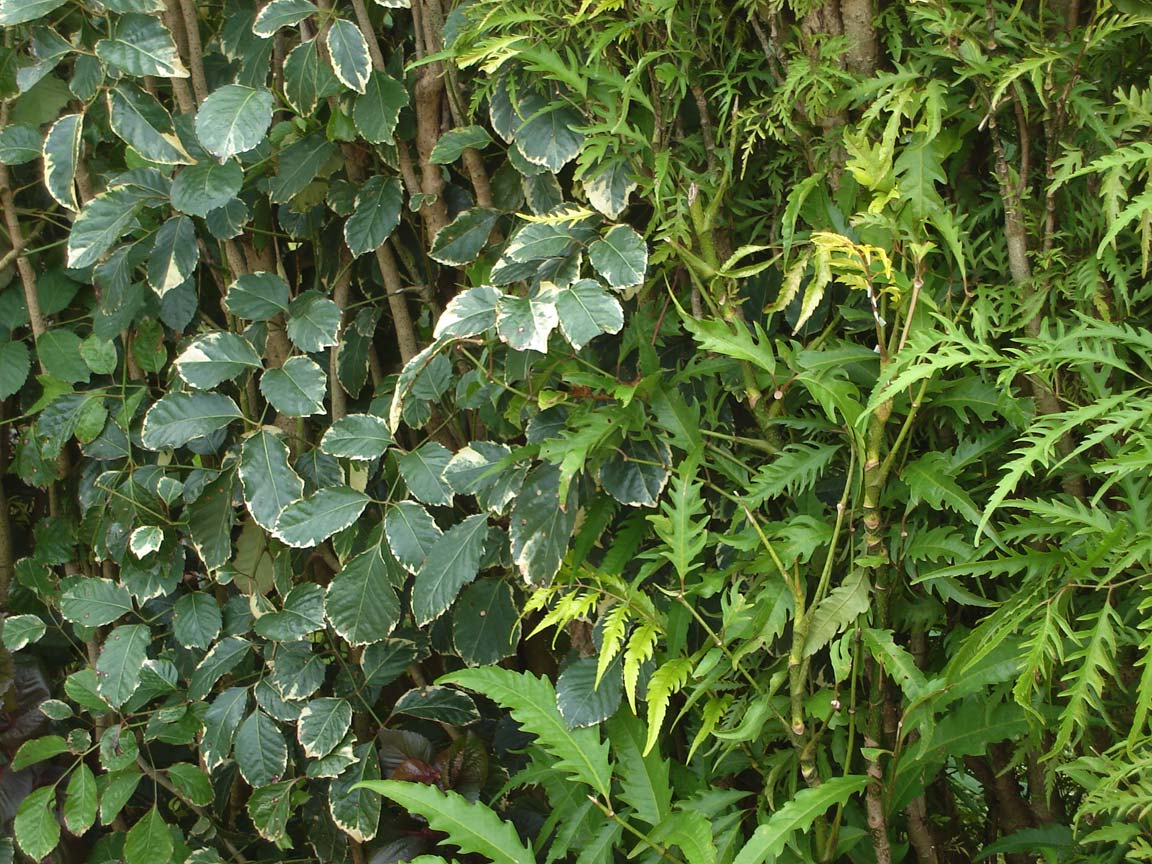
Sorten von Polyscias guilfoylei (links) und Polyscias fruticosa

## Verwendung
Polyscias-Arten werden in Südostasien in der traditionellen Medizin verwendet. Polyscias filicifolia wird zum Beispiel im offiziellen vietnamesischen Arzneibuch als Aufputschmittel und Mittel zur Behandlung von Herz-Kreislauf-Erkrankungen beschrieben. Polyscias fruticosa wird in China kultiviert und als Heilpflanze verwendet.
Einige Polyscias-Arten, beispielsweise Polyscias cumingiana, Polyscias filicifolia, Polyscias fruticosa, Polyscias guilfoylei, Polyscias nodosa, Polyscias scutellaria, und deren Sorten werden in tropischen Gebieten als Zierpflanzen in Parks und Gärten, beispielsweise als Hecke, verwendet. Einige Arten, beispielsweise Polyscias balfouriana, Polyscias filicifolia, Polyscias scutellaria, Polyscias guilfoylei sowie Polyscias fruticosa und ihre Sorten, werden als Zimmerpflanzen verwendet. Einige Sorten von Polyscias balfouriana und Polyscias fruticosa können wohl leichten Frost (etwa −1 °C) vertragen.
Das Harz von Polyscias sambucifolia wird verwendet.